# Галеото II Малатеста
Вижте пояснителната страница за други личности с името Галеото Малатеста.
Галеото II Малатеста (на италиански: Galeotto II Malatesta; * 1398, † 12 октомври 1414 в крепостта на Градара) е италиански кондотиер.

## Произход
Той е син на Малатеста IV Малатеста (* 1370, † 1429), капитан на народа, кондотиер и господар на Пезаро (1381 – 1429), и на съпругата му Елизабета да Варано. Има трима братя и три сестри:
- Галеацо (* 1385, † 1452), господар на Пезаро, съпруг на Батиста да Монтефелтро
- Карло (* 1390, † 1438), господар на Пезаро, съпруг на Витория Колона, племенница на папа Мартин V
- Тадеa († 1427)
- Пандолфо (* 1390, † 1441), архиепископ на Патра (1424 – 1441)
- Паола (* 1393, † 1449), маркграфиня на Мантуа като съпруга на Джанфранческо I Гонзага,
- Клеофа († 1433), деспина на Морея като съпруга на Теодор II Палеолог

## Биография
През 1410 г. придружава сестра си Паола в Мантуа след брака ѝ в Пезаро с Джанфранческо Гонзага, капитан на народа.
Следва брат си Карло II в Римини, за да научи военното изкуство и присъства там, през 1414 г., при нареждането от папа Григорий XII, от името на император Сигизмунд, да отиде на Костанцкия събор.